# Спасение Cessna 188 над Тихим океаном
Спасение Cessna 188 над Тихим океаном — авиационный инцидент, произошедший в ночь с 22 на 23 декабря 1978 года посреди Тихого океана. Американский пилот Джей Прокнау перегонял небольшой сельскохозяйственный самолёт Cessna 188 из США в Австралию через океан, но заблудился в районе острова Норфолк. Единственным, кто мог ему помочь в данной ситуации, был пассажирский McDonnell Douglas DC-10-30 новозеландской авиакомпании Air New Zealand. В ходе многочасовых поисков экипаж «Дугласа» с помощью навигационных расчётов сумел определить местонахождение «Сессны» и вывести её на Норфолк.

## Хронология событий

### Предшествующие обстоятельства
36-летний Джей Прокнау (англ. Jay Prochnow) был очень опытным пилотом: в прошлом лётчик авиации военно-морского флота США и ветеран Вьетнамской войны, в 1978 году он работал в авиакомпании Trans Air, базировавшейся в аэропорту Окленд (штат Калифорния) и занимающейся доставками самолётов к заказчикам. На сей раз Прокнау получил задание доставить с напарником два сельскохозяйственных самолёта Cessna 188, предназначенных для опрыскивания полей, к заказчику в Австралию. При этом небольшие самолёты должны были пересечь Тихий океан, что довольно опасно, но зато дешевле и быстрее по сравнению с доставкой водным транспортом. Так как продолжительность рейсов между остановками на маршруте достаточно велика, то машины были оборудованы дополнительными топливными баками. Для навигации на маршруте помимо карт и компаса использовались также ненаправленные радиомаяки (NDB), установленные на различных островах, дальность сигналов которых днём достигала 300 морских миль (555 км), а ночью — 700 миль (1300 км). Также пилот имел в своём распоряжении переносной радиокомпас, который мог устанавливать на необходимую частоту, тем самым определяя направление на нужный радиомаяк.
Перелёт через океан должен был проходить по маршруту Сан-Франциско — Гонолулу — Паго-Паго (Американское Самоа) — остров Норфолк — Сидней. 18 декабря «Сессны» благополучно прибыли в Американское Самоа. Через два дня, 20 декабря, в 03:30 местного времени пилоты, начав рейс в Норфолк, стали выполнять взлёт, когда на втором самолёте вдруг отказал топливный насос. Прокнау наблюдал, как «Сессна» его напарника, едва приподнявшись, упала в океан, поэтому вернулся обратно. Пилот разбившегося самолёта выжил, а Джей остался на сутки. Ночью 21 декабря в 03:00 местного времени он вылетел из Паго-Паго. Протяжённость маршрута составляла 1475 морских миль (2732 км), эшелон полёта — 8000 футов (2400 м), а крейсерская скорость — 110 узлов (203 км/ч). В условиях штиля продолжительность перелёта составила бы чуть более 14 часов, но на маршруте прогнозировались лёгкие западные ветры, а потому расчётная продолжительность полёта была оценена в 15 часов. Время вылета было выбрано из расчёта, чтобы приземлиться на Норфолке в 16:00 местного времени, когда ещё светло. Все топливные баки, включая дополнительный, были заправлены полностью, а общий запас топлива на борту был на 22 часа полёта при нормальных условиях. В случае необходимости пилот мог снизить расход топлива снижением мощности двигателя либо обеднением топливной смеси.
Так как Cessna 188 не оборудован автопилотом, то весь полёт выполнялся «на руках», что утомительно и не даёт возможности вздремнуть. Сперва Джей Прокнау направился к островам Тонга, а после прошёл на удалении 200 миль (370 км) к югу от Фиджи, определяя направление по радиомаякам. Спустя примерно 600 миль (1100 км) от аэропорта вылета в 05:15 местного времени были пройдены острова Оно-и-Лау. К тому времени уже рассвело, поэтому пилот мог визуально свериться с ними и определить, что полёт проходит в верном направлении. Теперь ему предстояло преодолеть самую сложную часть маршрута — более 850 миль (1570 км) полёта над открытым океаном без всяких визуальных ориентиров, опираясь только на показания радиокомпаса. В процессе данного полёта примерно в 08:00 местного времени самолёт пересёк линию перемены дат, тем самым «перепрыгнув» в 22 декабря, а ещё через 120 миль (220 км) был пройден тропик Козерога. Днём ранее было летнее солнцестояние (для южного полушария), поэтому и этот день был достаточно продолжительным.

### Затерянный в океане
Остров Норфолк, к которому направлялся самолёт, представляет собой относительно небольшой клочок земли общей площадью 35 км², близ которого находится ещё меньший остров Филлип, а в радиусе 400 морских миль (740 км) от них простирается только водная гладь без каких-либо ориентиров. Остров принадлежит Австралии, но воздушное движение над ним контролируется Оклендским диспетчерским центром управления воздушным движением (Новая Зеландия).
Когда до Норфолка по расчётам оставалось около 300 миль (550 км), пилот получил настройку частоты для своего радиокомпаса на радиомаяк Норфолка. Стрелка показала прямо вперёд, поэтому курс полёта сохранился. Расчётное время посадки было 16:00 местного времени (04:30 GMT). Однако в ожидаемое время остров впереди не появился. Подозревая, что прогноз по встречному ветру не оправдался относительно скорости, Прокнау продолжил полёт в прямом направлении на высоте 8000 футов, так как радиокомпас по-прежнему показывал вперёд. Через 15 минут полёта пилот доложил о проблемах в Окленд, но никаких причин для волнения ещё не видел. Когда самолёт пролетел на запад ещё 30 минут, а впереди был только океан, Джей попытался настроить радиокомпас сперва на радиомаяк Лорд-Хау, более близкого к берегу Австралии, а затем Каитаиа на севере Новой Зеландии, чтоб попытаться определить своё местонахождение триангуляцией. Затем он снова настроил прибор на радиомаяк Норфолка, но вдруг к своему ужасу увидел, что стрелка показывает совсем в другую сторону. Частота на радиокомпасе была выставлена правильно, но показания прибор выдавал случайным образом, что свидетельствовало о его отказе.
Пилот связался с Оклендским центром и объявил «Мэйдэй», тем самым сообщив о чрезвычайной ситуации. Он оказался посреди открытого океана, без данных о своём местонахождении относительно Норфолка, и с запасом топлива на 7 часов, хотя при необходимости расход топлива можно было снизить. Диспетчеры в Окленде передали о случившемся спасательным службам, при этом в Окленде был подготовлен к вылету патрульный Lockheed P-3 Orion Королевских ВВС Новой Зеландии. Но патрульный самолёт мог достичь Норфолка только через несколько часов, и без ориентировки на заблудившийся самолёт плюс в условиях приближающейся ночи поиски могли сильно затянуться, тогда как времени оставалось всё меньше. Сам Прокнау, как бывший военно-морской лётчик, стал выполнять полёт по всё увеличивающемуся квадрату, чтобы найти землю. Но эта потеря времени и топлива не принесла никаких результатов.

### Рейс 103 Air New Zealand
Примерно в 17:30 по местному времени из Нанди (Фиджи) вылетел McDonnell Douglas DC-10-30 с бортовым номером ZK-NZS (заводской — 47849, серийный — 213, построен в апреле 1976 года) новозеландской компании Air New Zealand. Он выполнял регулярный пассажирский рейс TE-103 (NZ-103) в Окленд (Новая Зеландия) с расчётной продолжительностью 3 часа, эшелон полёта — 33 000 футов (10 100 м). В его кабине находились три пилота: командир (КВС) Гордон Ветт (англ. Gordon Vette (1933—2015), в авиакомпании с 1948 года, с 1972 года — пилот-инструктор DC-10), второй пилот Артур Дови (англ. Arthur Dovey) и третий пилот (бортинженер) Гордон Брукс (англ. Gordon Brooks). В салоне помимо бортпроводников находились также 88 пассажиров.
Прошло всего 20 минут, как рейс 103 занял заданный эшелон полёта, когда из диспетчерского центра в Нанди поступила информация, что в районе острова Норфолк заблудился небольшой самолёт, которому нужна помощь. Связавшись с Оклендом, экипаж получил более подробную информацию о ситуации. «Дуглас» находился на удалении 400 миль (740 км) от Норфолка и был единственным, кто мог достичь района происшествия через полтора часа, то есть значительно быстрее поисковых самолётов из Окленда, поэтому диспетчер попросил экипаж по возможности помочь заблудившейся «Сессне».
И тут удачным фактором стала высокая цена на авиакеросин в Новой Зеландии, из-за чего новозеландские экипажи старались заправляться в чужих аэропортах с запасом, чтобы по возможности не заправляться в родных аэропортах. А так как после прибытия в Окленд самолёт должен был затем выполнять внутренний рейс в Веллингтон, то и на борту рейса 103 запас топлива был со значительным избытком. Сам DC-10 имел три инерциальные навигационные системы и погодный радиолокатор, который помимо облаков мог увидеть и крупные объекты, однако это современное оборудование мало могло помочь в поисках маленького самолёта посреди океана. Но экипаж был весьма опытным, в том числе периодически проходил проверку квалификации на McDonnell Douglas DC-8. И Гордон Ветт, который к тому же имел опыт работы штурманом, принял решение спасти заблудившуюся «Сессну», о чём объявил пассажирам.

Леди и джентльмены, мы только что получили новость из Окленда, что легкомоторный самолёт потерялся близ острова Норфолк, а так как мы единственный подходящий самолёт в районе, то мы изменили направление к району поиска, чтобы оказать помощь. Пилоту угрожает серьёзная опасность посадки на воду, а в случае приводнения его шансы на выживание невелики. Поиск может быть долгим, но к счастью у нас много топлива. Это может означать и позднее прибытие в Окленд, но когда на кону стоит жизнь, то я уверен, что вы поймёте, что необходимо оказать всю необходимую помощь. Если кто-то возражает, то конечно мы всегда можем оставить его умирать!
Оригинальный текст (англ.)Ladies and gentlemen, we've just received news from Auckland of a light aircraft lost in the region of Norfolk Island and since we're the only suitable aircraft in the vicinity we've altered course for the search area to offer assistance. The pilot is in serious danger of ditching and if he lands on the water his chances of survival will be remote. The search could be lengthy, but fortunately we have plenty of fuel. It could mean a rather late arrival in Auckland, however, but with a life at stake I'm sure you understand that all help should be given. If anyone objects, of course, we could always leave him to die!

Пассажиры молча согласились с таким решением экипажа. В салоне пассажиром летел пилот Малкольм Форсайт (англ. Malcolm Forsyth), также из Air New Zealand, имевший квалификацию второго пилота DC-8 и штурмана, который высказал желание помочь экипажу, после чего пришёл в кабину. Теперь в кабине фактически находились два штурмана, что повышало эффективность поисков, а второй и третий пилоты занимались пилотированием.

### Установление связи
Спустя три часа после объявления сигнала бедствия с «Сессной» по дальней связи наконец смог связаться рейс 103. Новозеландский экипаж сообщил о намерении помочь, а американский пилот в свою очередь сообщил о неисправном радиокомпасе и запасе топлива на четыре часа полёта. Но Ветт высказал сомнения относительно переданных Прокнау данных его полёта, включая скорость, высоту, расчётное потребление топлива и расчётное местонахождение, раз этот опытный пилот умудрился заблудиться. Гордон нашёл навигационную карту региона, а Джея попросил, чтобы тот настраивал свой радиокомпас на получение сигнала от мощных радиомаяков Каитаиа, Тауранга и Гисборн, сообщая отображаемые результаты. Из переданных данных следовал абсурдный вывод, что «Сессна» должна была находиться к югу от Окленда; это подтвердило версию о неисправности радиокомпаса. Как впоследствии было установлено, причиной отказа стало ослабление стрелки на валу, из-за чего радиокомпас и выдавал случайные показания.
Следующей попыткой определить местонахождение потерявшегося самолёта стало применение дальнего радиопеленгатора, установленного в Брисбене, который может определить вектор на самолёт, но в данной ситуации из-за очень большой дистанции это направление было лишь приблизительным. УКВ-связь между самолётами установить ещё не удавалось, из чего следовало, что дистанция между ними свыше 200 морских миль (370 км) — радиуса действия данной связи. Но чтобы сблизиться, пилоты ещё должны были определить, где они находятся относительно друг друга.
Солнце уже близилось к закату и Ветт решил использовать этот яркий ориентир, после чего передал Прокнау, что они оба должны повернуть к солнцу и сообщить свой курс. У «Дугласа» этот курс составлял 270°, а у «Сессны» — 274°, то есть она была южнее. Для определения разницы по долготе нужен был секстант, которого на обоих самолётах не было. Но этот прибор можно было заменить рукой: кулак на расстоянии вытянутой руки образует угол около 10°, а один палец — чуть больше 1¾°. Ветт проинструктировал Прокнау, чтобы тот вытянул руку перед собой и сказал, на сколько пальцев солнце возвышается над горизонтом. Но Прокнау ответил, что не может это сделать, так как кабина небольшая, а лобовое стекло слишком близко. Тогда ему было предложено держать руку на расстоянии 1 фут (30 см), после чего с «Сессны» передали, что солнце возвышается на четыре пальца. У командира «Дугласа» это значение составляло два с половиной пальца, а значит он находился восточнее на полтора пальца по высоте, что соответствовало чуть более 3° долготы или дистанции примерно в 200 миль (370 км). Так было определено, что «Сессна» находилась к юго-западу от «Дугласа». Через несколько минут дистанция сократилась уже настолько, что удалось установить связь по УКВ, о чём старший бортпроводник Пол Джеймс (англ. Paul James), с разрешения командира, сообщил пассажирам.

### Визуальные поиски
Точку установления радиосвязи отметили на карте, после чего Прокнау передали, чтобы он разворачивался на восток, хвостом к солнцу, а DC-10 при этом наоборот, направился прямо на солнце. Теперь самолёты летели навстречу друг другу, и дистанция между ними быстро сокращалась. Чтобы легче было найти «Сессну», пассажирам объявили, что все они являются частью поисковой команды и дали инструктаж по визуальному нахождению крошечного самолёта на фоне океана. В свою очередь пилот винтового самолёта мог бы увидеть реактивный авиалайнер по белому конденсационному следу, оставляемому на фоне неба, но в тот день погодные условия не располагали к образованию этого следа. Второй пилот Артур Дови изменением высоты попытался найти слой, где конденсационный след всё-таки будет образовываться, но это результатов не дало.
Затем бортинженер Брукс вспомнил, как наблюдал процесс сливания топлива, при этом образуется очень хорошо заметный белый след. Так как топлива в баках DC-10 было с избытком, экипаж принял решение применить этот способ, после чего в течение пары минут слил пять тонн, оставив за собой след из капелек топлива. Но Прокнау доложил, что не видит следа, поэтому ещё раз сбросили часть топлива, уже на протяжении трёх минут, в результате чего семь тонн авиакеросина оставили за самолётом след длиной около 30 миль (48 км). Спустя несколько минут Прокнау передал, что по-прежнему не видит никаких следов в небе. Двенадцать тонн топлива оказались слиты впустую.

### На кончике карандаша
Полёт «Сессны» длился уже 19 часов, топлива по расчётам оставалось на 3 часа, а пилот, находясь в сильно измотанном состоянии, даже начал готовиться к приводнению, пока ещё светло, для чего заготовил спасательный плот, запас еды и воды, а из карманов были убраны все острые предметы. Однако на борту ZK-NZS решили использовать ещё один метод — «Акустическая коробочка» (англ. Aural box), когда один самолёт делает несколько пролётов через зону УКВ-радиосвязи другого, тем самым определив хорды окружности этой зоны, а через них уже и центр — другой самолёт. Сама такая техника для определения местонахождения летящего самолёта достаточно неточна и занимает много времени, но в условиях, когда визуальный поиск ничего не дал, она всё же была надёжнее. Первая точка установления радиосвязи уже была отмечена, а DC-10 продолжал следовать в западном направлении, поэтому Прокнау передали, чтобы он по УКВ-связи делал неоднократные вызовы. Спустя некоторое время авиалайнер вылетел из зоны действия радиосвязи, а эту точку выхода также отметили. Далее экипаж выполнил два левых поворота на 90°, сместившись таким образом на юго-восток, после чего, повернув на север ещё раз, пролетел зону радиосвязи винтового самолёта, отметив ещё одну хорду. Далее, имея две хорды, определили центр окружности, в котором должен был находиться Прокнау. Так как «Сессна» двигалась, то определить её местонахождение можно было приблизительно, но это куда лучше кружения над океаном. Новозеландский экипаж определил, что Прокнау находится примерно к юго-востоку от острова Норфолк, после чего передал Джею, чтобы тот следовал на северо-запад, тем самым сократив удаление.
Теперь требовалось более точно определить удаление самолёта от острова. И вновь на выручку пришло солнце. Прокнау получил инструктаж записать время по GMT, когда солнце полностью скроется за горизонтом. О таком же Гордон Ветт попросил диспетчеров Норфолкского аэропорта, после чего данные дважды сравнили. Также было учтено, что с летящей на высоте 8000 футов (2400 м) «Сессны» закат будет наблюдаться позже, чем на уровне моря. После произведения расчётов разница по времени между закатами составила 22½ минуты. Так как 1° долготы соответствует разнице в 4 минуты, то Прокнау находился восточнее Норфолка на 5,6°, что на параллели 30° равно дистанции около 290 морских миль (540 км). При крейсерской скорости 110 уз (203,72000 км/ч) «Сессна» должна была достичь острова через три часа. После всех расчётов её примерные координаты были определены как 30° ю. ш. 171° в. д..

### Свет в ночи

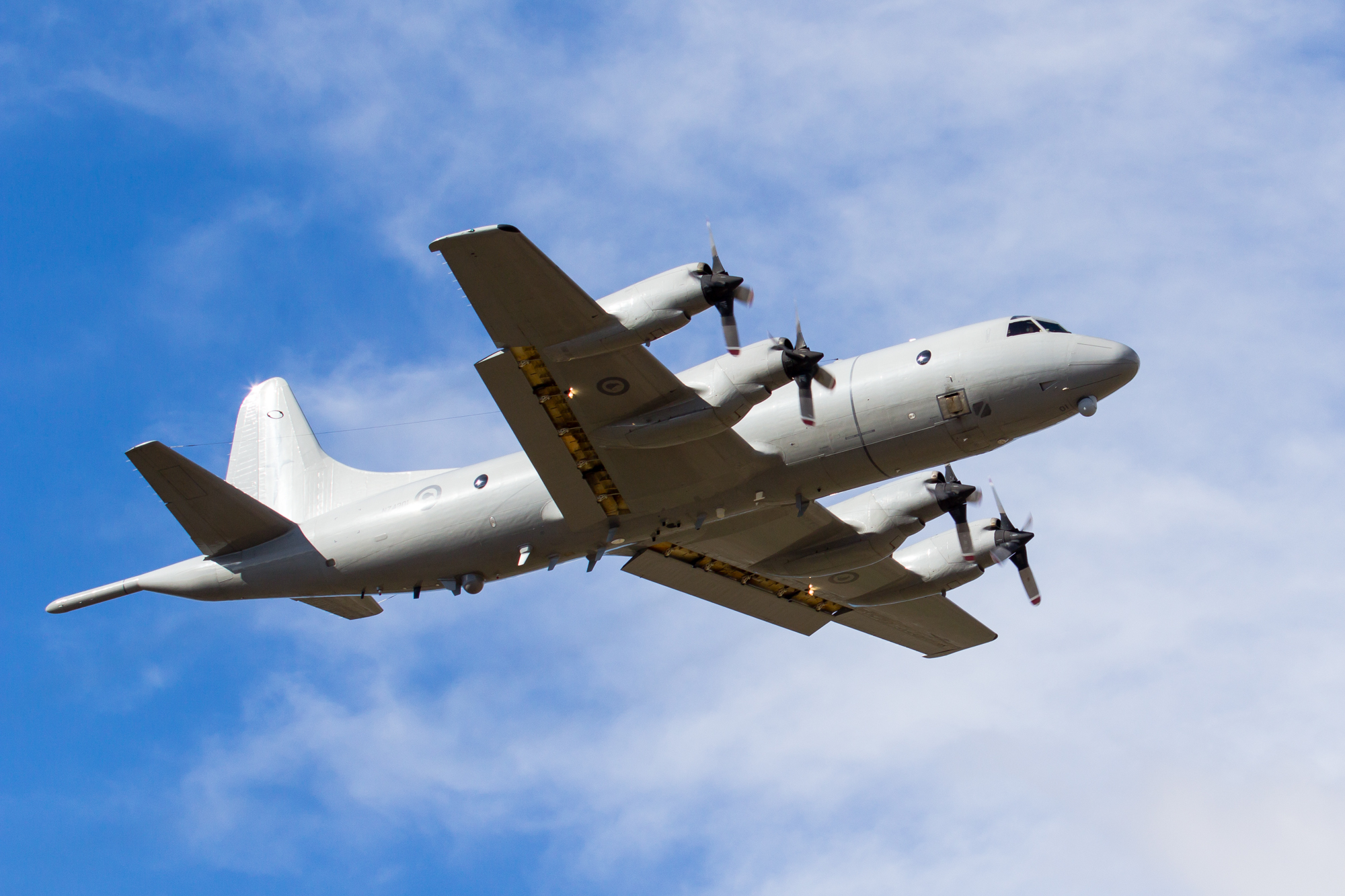
Lockheed P-3 Королевских ВВС Новой Зеландии

Джей Прокнау на своём маленьком самолёте находился в воздухе уже более двух десятков часов, а топлива на борту оставалось на считанные часы. После заката «Сессна» оказалась во тьме над открытым океаном, но она уже была не одна. Большой авиалайнер следил за ней, чтобы направить к ближайшему аэропорту, поэтому пилот был спокоен. К тому же из Окленда к нему уже направлялся патрульный Lockheed P-3 Orion новозеландских ВВС.
Из-за выполнения манёвров по определению местонахождения «Сессны» «Дуглас» оказался на удалении свыше радиуса действия УКВ-связи, поэтому Прокнау вновь начал вызывать его на этой частоте. Спустя час, после выполнения этих манёвров и уточнения расчётов, новозеландский экипаж доложил американскому пилоту, что пролетит над ним примерно через пять минут, а тот в свою очередь пусть кружит на месте и высматривает их аэронавигационные огни. Белые проблесковые огни должны были наблюдаться на дистанции в несколько десятков километров, но когда по прошествии данного времени Прокнау передал, что не видит их, стало понятно, что его точное местонахождение ещё не определено. Измотанному пилоту оставалось только продолжать лететь на северо-запад, надеясь, что так он сократит расстояние до острова.
Вдруг Джей крикнул по радиосвязи: Свет! Я вижу яркий свет на поверхности. Не знаю, что это, но я лечу на него. Гордон Ветт тут же сказал ему направляться к этому огню и сообщить свой курс, а также убедиться, что это не звезда над горизонтом. Пилот «Сессны» передал, что следует курсом 310°, а приблизившись к объекту, описал, что это какая-то конструкция на платформе с двумя—тремя огнями. Артур Дови сразу понял, что это нефтяная платформа, а затем его догадку подтвердил и сам Прокнау, передав, что платформу тянут два буксира. «Сессна» стала кружить вокруг платформы, привлекая к себе внимание. Моряки его заметили, после чего остановили двигатели и легли в дрейф. Тем временем рейс 103 связался с Оклендом и запросил всю информацию об этой вышке. Согласно полученным данным, это была платформа Penrod, которую буксировали из Новой Зеландии в Сингапур, а её текущие координаты были определены как 31°00′ ю. ш. 179°21′ в. д., то есть более, чем на 600 миль (1100 км) восточнее Норфолка. Получалось, что экипаж борта ZK-NZS ошибся в расчётах на сотни миль, а запаса топлива на борту «Сессны» уже было недостаточно для успешного достижения острова. Тогда новозеландские пилоты принимают решение направляться к буровой платформе и «Сессне», чтобы кружить над местом вероятного приводнения.
Приняв решение о приводнении, Прокнау снизился над поверхностью моря, где увидел волны высотой 15—20 футов (4—6 метров), которые могли разбить небольшой самолёт. Под платформой вода была спокойней, но там был риск врезаться в опоры.
Тем временем рейс 103 следовал по направлению к платформе Penrod, когда экипаж вдруг заметил, что связь с «Сессной» ухудшается, то есть самолёты словно удаляются друг от друга. Тогда экипаж запросил у диспетчера частоту для связи с этой вышкой, после чего на частоте 119,1 МГц сразу связался с радистом Penrod, от которого получил подтверждение, что близ вышки действительно кружит небольшой самолёт, а на случай его приводнения уже подготовлена спасательная шлюпка. Тогда с борта ZK-NZS спросили, правильные ли они получили данные, что платформа сейчас в точке 31°00′ ю. ш. 179°21′ в. д.? На это им ответили, что Окленд ошибся, когда передавал эти координаты, так как фактические были 31°00′ ю. ш. 170°21′ в. д.. Развернувшись обратно, Гордон Ветт вскоре передал Джею Прокнау радостную новость — тот гораздо ближе к Норфолку, чем ожидалось.
Как впоследствии было установлено, экипаж рейса 103 совершенно точно определял местонахождение «Сессны», в том числе и при попытке визуального обнаружения, но топливо при этом сбрасывалось над самим самолётом, что в условиях сумерек значительно осложняло обнаружение созданного следа, а уже ночью пилот был слишком утомлён и не смог увидеть проблесковые огни DC-10.

### К Норфолку
«Сессна» находилась в воздухе уже 21½ час, а запас топлива оставался совсем небольшой. Но согласно диаграмме, составленной Малкольмом Форсайтом, до аэропорта требовалось пролететь ещё 150 миль (280 км), что по времени составляло 1 час 20 минут. Прокнау доложил, что у него почти все баки пусты, кроме левого, который ещё заполнен на четверть объёма, а значит, на борту остаётся около десятка галлонов (46 л) топлива. Он сможет снизить расход до восьми галлонов в час, тем самым продержавшись ещё около часа с четвертью. Новозеландский DC-10 в это время уже снизился до эшелона 10 000 футов (3000 м), а его экипаж наблюдал впереди огни платформы Penrod, когда Ветт спросил у Прокнау о его решении. Джей ответил, что будет лететь к Норфолку, на что Гордон сказал ему следовать курсом 294°. Повернув на северо-запад и удаляясь от судов, маленький самолёт направился сквозь ночной океан.
Рейс 103 снизил свою скорость до 200 уз (370,40000 км/ч), пройдя справа от платформы, когда впереди наконец показался небольшой самолёт, который постепенно поднимался, чтобы в случае остановки двигателя (из-за недостатка топлива) иметь больший запас по высоте для планирования. Реактивный авиалайнер пролетел чуть выше справа от него; пилоты наконец смогли увидеть друг друга.

Леди и джентльмены, если вы посмотрите в левые окна примерно на семьдесят градусов влево и вниз, то увидите кое-что интересное. Это трудно заметить, но если вы присмотритесь, то сможете увидеть тусклые огни «Сессны».
Оригинальный текст (англ.)Ladies and gentlemen, if you look out of the left windows, about seventy degrees to the left and below, you'll see something very interesting. It's difficult to spot, but if you look carefully you'll see the dim lights of the Cessna.

Ветт передал Прокнау, что будет следовать на Норфолк, а тот пускай следит за его огнями и предупредит, если потеряет из виду, потому что при необходимости «Дуглас» может ещё дважды вернуться. Также Джею сообщили, что к ним приближается новозеландский патрульный самолёт «Орион», который тоже будет сопровождать «Сессну» до Норфолка. Спустя 22 часа полёта, когда по расчётам весь запас топлива на борту был уже исчерпан, до Норфолка оставалось ещё 100 миль и 1 час полёта. Теперь самолёт летел лишь за счёт остатков топлива и умения пилота их использовать. В это же время слева к нему приблизился «Орион», а впереди следовал «Дуглас», который указывал путь к аэропорту. В 50 милях (90 км) от острова авиалайнер развернулся, чтобы вновь вернуться к «Сессне», после чего продолжил её сопровождать.
Примерно в полночь 23 декабря по местному времени Джей Прокнау благополучно приземлился в Норфолкском аэропорту. Весь его полёт продолжался 23 часа 5 минут — на 8 часов дольше расчётного.
Прокнау по радиосвязи с экипажем борта ZK-NZS искренне поблагодарил их за помощь. Командир Гордон Ветт передал пассажирам новость, что маленький самолёт, которому они помогали, благополучно приземлился. В честь такого события и в благодарность за выдержку, всех пассажиров угостили шампанским из бара. Через полтора часа, в 01:29 по местному времени рейс 103 приземлился в Оклендском аэропорту, отстав от расписания на 3 часа 54 минуты.

## Последствия

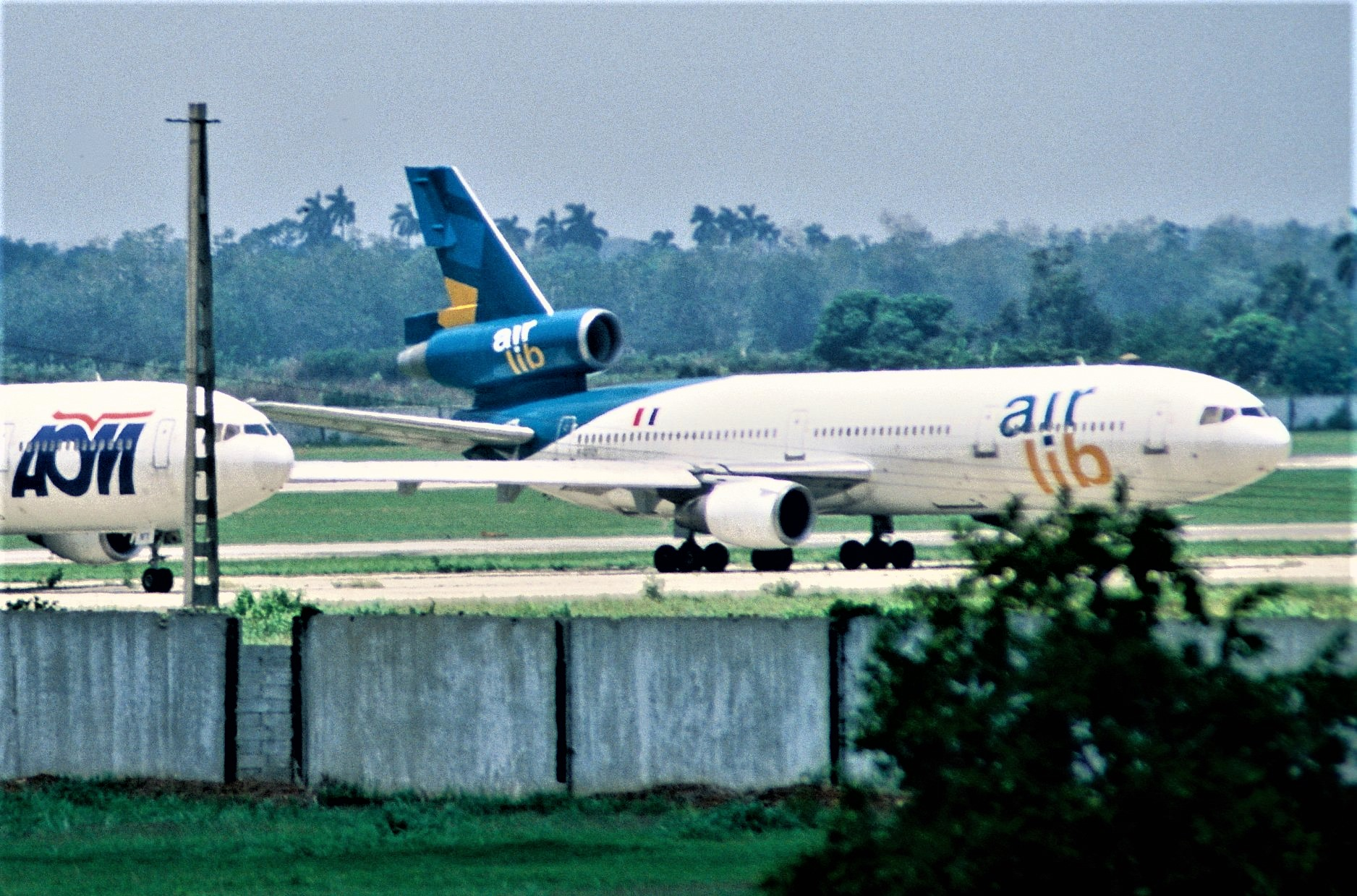
Тот самый DC-10-30 в 2004 году в авиакомпании Air Lib (борт F-GTLY)

- В 1980 году Гильдия пилотов и штурманов (англ. Guild of Air Pilots and Air Navigators) присудила пилотам-штурманам Гордону Ветту и Малкольму Форсайту награду имени Джонстона (англ. Johnstone Memorial Trophy) за выдающуюся воздушную навигацию[1].
- Компания McDonnell Douglas (производитель DC-10) наградила Гордона Ветта, Артура Дови, Гордона Брукса (посмертно) и Малкольма Форсайта похвальными грамотами «За высочайшие образцы милосердия, рассудительности и лётного мастерства»[1].

### Экранизация
В 1993 году по данным событиям был снят телефильм «Миссия милосердия: спасение рейса № 771» (англ. Mercy Mission: The Rescue of Flight 771) совместного производства Австралии и США. Сюжет в основном повторяет реальные события, но был сделан ряд крупных изменений:
- События перенесены в начало 1980-х годов и разворачиваются в рождественскую ночь.
- Вместо DC-10-30 (борт ZK-NZS) рейс из Фиджи в Новую Зеландию выполняет Boeing 767-219ER (борт ZK-NBA), при этом номер рейса сменился со 103[* 1] на 308.
- По личным мотивам заменены имена многих участников, в том числе пилота «Сессны» (Prochnow → Perkins), второго пилота рейса 103 (Arthur Dovey → Warren Banks) и пассажира-пилота (Malcolm Forsyth → Russ Mann); убран бортинженер, так как на B-767 его нет в составе экипажа.
- После вылета из Паго-Паго, когда второй самолёт разбивается, Джей всё равно продолжает полёт, тогда как на самом деле он вернулся и остался ещё на сутки.
- События во второй части фильма не соответствуют действительности, в том числе убрана сцена с нефтяной платформой, но добавлена гроза, а «Сессна» садится в Окленде следом за «Дугласом» (в реальности «Сессна» приземлилась в Норфолке).

Консультантами при создании фильма были два основных участника реальных событий: пилоты Джей Прокнау (англ. Jay Prochnow) и Гордон Ветт (англ. Gordon Vette). Их камео можно увидеть в финальной сцене.

### Комментарии
1. ↑  Ассоциировался прежде всего с трагедией рейса 103 Pan Am.
2. ↑  Возможно, двое обнимающихся мужчин в чёрной и коричневой куртках